# Anne Vermeer
Anne Rinse Vermeer (Tiel, 12 december 1916 – Arnhem, 26 juli 2018) was een Nederlands politicus. Namens de Partij van de Arbeid was hij onder meer lid van de Eerste- en Tweede Kamer der Staten-Generaal.

## Loopbaan
Vermeer ging na de hbs naar de Nederlandse Economische Hogeschool in Rotterdam, waar hij in 1940 afstudeerde in de staatkundig-economische richting. Hij werd leraar staatswetenschappen in Arnhem (1941-1956). Hij nam daar de plek in van Alexander Roselaar die vanwege zijn Joodse achtergrond was ontslagen. Vermeer vond de reden voor zijn aanstelling "een nare zaak". Hij nam de baan aan na een gesprek met Roselaar die vond dat hij gewoon les kon geven: "Iemand moest het doen en hij leek mij een uitstekende man".
Vermeer was lid van de SDAP en vanaf 1946 van de PvdA. Hij was van 1954 tot 1976 lid van de Gelderse Provinciale Staten en van 1962 tot 1976 lid van de Gedeputeerde Staten. In 1956 trad hij toe tot de landelijke politiek; hij werd lid van de Tweede Kamer (1956-1963), waar hij in de eerste jaren gezamenlijk met zijn broer Evert Vermeer zitting had. Vervolgens werd hij lid van de Eerste Kamer der Staten-Generaal (1966-1987). Hij hield zich in beide Kamers vooral bezig met economische zaken. Van 1975 tot 1987 was hij fractievoorzitter van de PvdA in de Eerste Kamer. Van 1976 tot 1982 combineerde hij het Kamerlidmaatschap met het burgemeestersambt in Amersfoort. In 1987 ging hij met pensioen.
Vermeer werd benoemd tot Ridder in de Orde van de Nederlandse Leeuw (1971) en Commandeur in de Orde van Oranje-Nassau (1982). Hij ontving de stadsmedaille van Amersfoort en de eremedaille van de provincie Gelderland.
Vermeer woonde in Arnhem en bereikte in december 2016 de leeftijd van 100 jaar.
Hij overleed anderhalf jaar later op 101-jarige leeftijd.
Zijn zoon Evert was gedeputeerde van Flevoland en burgemeester van Heerhugowaard en Harenkarspel.
- Parlement.com: vg09llbwngzr
- Virtual International Authority File: 409153834734264450002
- WorldCat: E39PBJrRkgRt7rDWx7kQDmkFKd